# Колувијални процес
Колувијални процес је геоморфолошки процес који настаје под непосредним дејством гравитације. Гравитација је универзално развијен и свуда присутан фактор и представља посредан агенс свих геоморфолошких процеса. У колувијалном процесу сила гравитације представља, међутим, непосредан агенс. 
Падине и косине налазе се у стању природне равнотеже. Када се равнотежа из било ког разлога наруши, долази до гравитационог покрета стенских маса и настаје колувијални процес. Узроци нарушавања природне равнотеже падина и косина могу бити ендогеног или егзогеног порекла. Најчешћи ендогени узроци су земљотреси и вулканске ерупције. Егзогене узроке чини развој практично свих геоморфолошких процеса. 
При нарушавању стабилности падина и косина посебан значај има људска делатност. Оптерећење падине изградњом објеката, или увођењем отпадних вода, засецања и подсецања падина и сличне активности веома су чест узрок нарушавања природне равнотеже и покрета стенске масе под непосредним дејством гравитације, тј. настанка колувијалног процеса. 
Колувијални процес има, као и делувијални и пролувијални, битне карактеристике падинских процеса: временски и просторно је ограничен и обновљив у кратким временским интервалима. Специфичност чини развој на веома малим просторима, који се најчешће мере декаметрима и хектометрима. Ерозиони облици ту се, по правилу, не могу јасно издвојити од акумулационих. Кинетичка енергија, у зависности од начина кретања и количине покренутог материјала, варира у веома великом опсегу. 

## Механизам процеса
Нарушавањем природне равнотеже падина или косина долази, под дејством гравитације, до покрета стенске масе. Њеним покретањем обавља се ерозија, тј. разарају се постојећи облици падине и стварају нови, ерозиони облици. Материјал се транспортује на врло кратком растојању и одлаже се, прекривајући постојеће и образујући нове, акумулационе облике. Мали простор на којем се цео процес одвија, обично од метарских до хектометарских димензија, условљава формирање сложених облика, који садрже најчешће међусобно неодвојиве, ерозионе и акумулационе облике. 
Гравитациона кретања стенске масе могу бити спора, или делапсиона и брза, или колапсиона. 

### Спора (делапсиона) кретања
Спора, или делапсиона гравитациона кретања стенске масе имају брзине које, оквирно, варирају у распону од 0.001 mm/дан до 10 m/дан. По механизму покрета, издвајају се четири вида кретања: клижење, пузање, течење и осипање. 

#### Клижење
Клижење представља споро, смичуће (транслаторно) кретање појединачних честица или крупних блокова по јасно дефинисаним површима кретања. Постоји, дакле, оштра гранична површ између покренутог и непокренутог материјала. 
Клижењем може бити захваћен само површински распаднут слој и тада је дубина клижења мала, метарског реда величина. Приликом падавина вода се процеђује кроз растресити слој материјала. Најфиније честице, крупноће глине, крећу се наниже, до чврсте подлоге, стварајући секундарни слој заглињавања. Тај слој представља површ клижења. По њему, као водонепропусном слоју, крећу се воде процеђене са површине, потпомажући клижење. Клижењем је, међутим, често захваћена и матична стена, нарочито када је изграђена од повољних материјала, као што су глине и лапори. 
За појаву клижења нису потребни велики нагиби падина, односно косина. У зависности од литолошког састава тла, клижења се могу запазити и на падинама са падним углом и мањим од 10°. Површ клижења има конкаван облик. Клижење се најчешће развија регресивно, уз падину. Материјал се креће док се не успостави нова, најчешће лабилна, равнотежа. Њеним нарушавањем клижење се реактивира. 
Пут који материјал захваћен клижењем пређе редовно је веома кратак. При томе нема ни обраде, ни заобљавања материјала, нити се обавља његова гранулометријска класификација. Ерозиони облици се директно настављају и повезују са акумулационим. Зато се облици настали клижењем третирају као сложени облици.

#### Пузање
Пузање се дефинише као споро смичуће кретање појединачних честица, без јасно дефинисане површи на којој се кретање обавља. Пузањем је захваћен само невезан, растресити материјал, елувијум или делувијум, изграђен од честица и комада различите крупноће. Под дејством гравитације честице и крупнији комади материјала се појединачно транслаторно крећу низ падину. Кретање је најбрже на површини, где је трење најмање. Пузање се, због карактеристичног начина кретања честица, врло често назива и „суво течење“. 
Дужина пута који материјал пређе при пузању, по правилу, је веома мала. На тако кратком растојању, при малој брзини кретања, не може доћи до обраде материјала, нити његове класификације по крупноћи. Ерозија, транспорт и акумулација одвијају се практично на истом месту. 

#### Течење
Течење представља споро кретање низ падину јако расквашеног, кашастог и веома вискозног материјала. То је редовно ситнији материјал, крупноће прашине и/или песка, јако натопљен водом. 
Течење се задржава у растреситом материјалу који покрива матичну стену. Брзина покрета се смањује са дубином, тако да се кретање, идући у дубину, пригушава. Оштре границе између покренутог и непокренутог материјала нема. Брзина течења зависи од вискозности натопљене стенске масе и нагиба падина. 
Појам течења материјала се често неправилно замењује термином солифлукција. Тај термин се оригинално односи на појаве течења тла у периглацијалним областима, по ободима ледника. 

#### Осипање
Осипање је ротационо кретање појединачних честица и крупнијих комада низ стрмије падине. Појава осипања се редовно запажа на стрмим кречњачким одсецима. Гравитационо се покреће растресити материјал настао у процесу елувијалције. Котрљајући се низ падину, материјал, изграђен од честица и комада понекад и дециметарских димензија, бива грубо обрађен, али не и заобљен. Цементацијом тих одломака настају падинске брече. 
При осипању доминира ротационо кретање. Местимично се и повремено материјал креће и транслаторно. Стриктна дефиниција начина кретања није могућа. Брзина кретања при осипању зависи од нагиба падине и дебљине покренутог материјала. У принципу, брзина осипања је већа од брзине кретања материјала при клижењу и пузању, и може износити и десетине метара на дан. 

### Брза (колапсиона) кретања
Брза или колапсиона кретања подразумевају нагле покрете стенске масе низ стрме падине. Брзине тих покрета мере се метрима по секунди. Као пример колапсионих кретања издваја се одроњавање стенске масе. 

#### Одроњавање
Одроњавање представља откидање и нагло стропоштавање стенске масе низ стрме падине. Појава одроњавања манифестује се и стропоштавањем појединачних крупних блокова.
Узрок одроњавања може бити ендогени или егзогени. Одрони се врло често јављају приликом снажних земљотреса или вулканских ерупција. Поткопавање природним процесима (флувијални, пролувијални, глацијални, марински) такође често доводи до одроњавања. 
Приликом кретања низ падину материјал прелази пут (у зависности од рељефа) обично од декаметарских до хектометарских дужина. Током котрљања низ падину крупни блокови се разбијају и уситњавају. Материјал се акумулира у подножју падине. Заобљавања и класификације по крупноћи при одроњавању нема. 

## Облици
Сваки вид кретања материјала, делапсиониог или колапсионог, ствара одређене облике. Тако, приликом клижења настају клизишта, при пузању пузишта, течење ствара тецишта, осипањем настају сипари, а одроњавањем одрони. 

### Клизишта
Клизишта се у морфологији падина манифестују изразито валовитим рељефом, с појавом мањих одсека и наглим променама нагиба, и то посматрано и низ падину и паралелно падини. Као морфолошки елементи једног клизишта издвајају се: ожиљак, увала, тело клизишта, трбух, ножица, клизна површина и крила клизишта. Појава клизишта на терену идентификује се по валовитом рељефу, ожиљцима и променама нагиба идући низ падину и паралелно њој, тј. по смени увала и трбуха клизишта.

### Сипари
Сипари најчешће настају на стрмим падинама и одсецима. На нашим теренима такве одсеке граде кречњаци. Када су у питању сипари, као морфолошки елементи разликују се точило, тело сипара и плаз.
Точило је удубљење, жлеб низ који се материјал осипа низ падину. Тај жлеб је редовно предиспониран разломном структуром, пукотином или раседом. Низ такво, тектонски формирано, удубљење котрљају се и осипају угласти одломци. Материјал се „точи“ па отуда и назив точило. Точило представља ерозиони облик, иако је тектонски предиспонирано и његов настанак се не може стриктно везати за колувијалну ерозију. Материјал транспортован низ точило акумулира се у подножју падине у виду конуса, који се назива тело сипара. 
Када је осипање интензивно и точила су распоређена близу једна другима, тела сипара се спајају у подножју падине. Спојена тела сипара називају се плаз. Материјал у телима сипара и плазевима је растресит, невезан, оштрих ивица и угласт, некласификован по крупноћи. Везивањем тог материјала настају падинске брече.